# Philippe Berger
Pour les articles homonymes, voir Berger (homonymie).
Philippe Berger, né le 15 septembre 1846 à Beaucourt (Haut-Rhin, actuellement dans le Territoire de Belfort) et mort le 24 mars 1912 à Paris, est un orientaliste, un professeur et un homme politique français. Il est sénateur de 1904 à 1912.

## Biographie

### Éducation
Philippe Berger grandit à Paris, où il fréquenta le lycée Saint-Louis et le lycée Louis-le-Grand. En 1867, il entra à la Faculté de théologie protestante de Strasbourg, fit la connaissance d'Ernest Renan et commença l'apprentissage de l'hébreu. 
Engagé dans le service de santé de l'armée de la Loire pendant la guerre de 1870, il fut décoré de la médaille militaire pour sa conduite lors du siège de Paris.

### Enseignement et érudition
En 1873, il soutint une thèse de théologie à la Faculté de Montauban, intitulée Études des documents nouveaux fournis sur les Ophites par les «Philosophouména», qui retint l'attention de Renan. Grâce à celui-ci, il fut nommé bibliothécaire en chef de l'Institut de France (1874). Devenu secrétaire de Renan, il travailla avec lui à la publication du Corpus inscriptionum semiticarum (en particulier sur les articles traitant de la Phénicie et fut nommé professeur d'hébreu à la Faculté de théologie protestante de Paris en 1877.

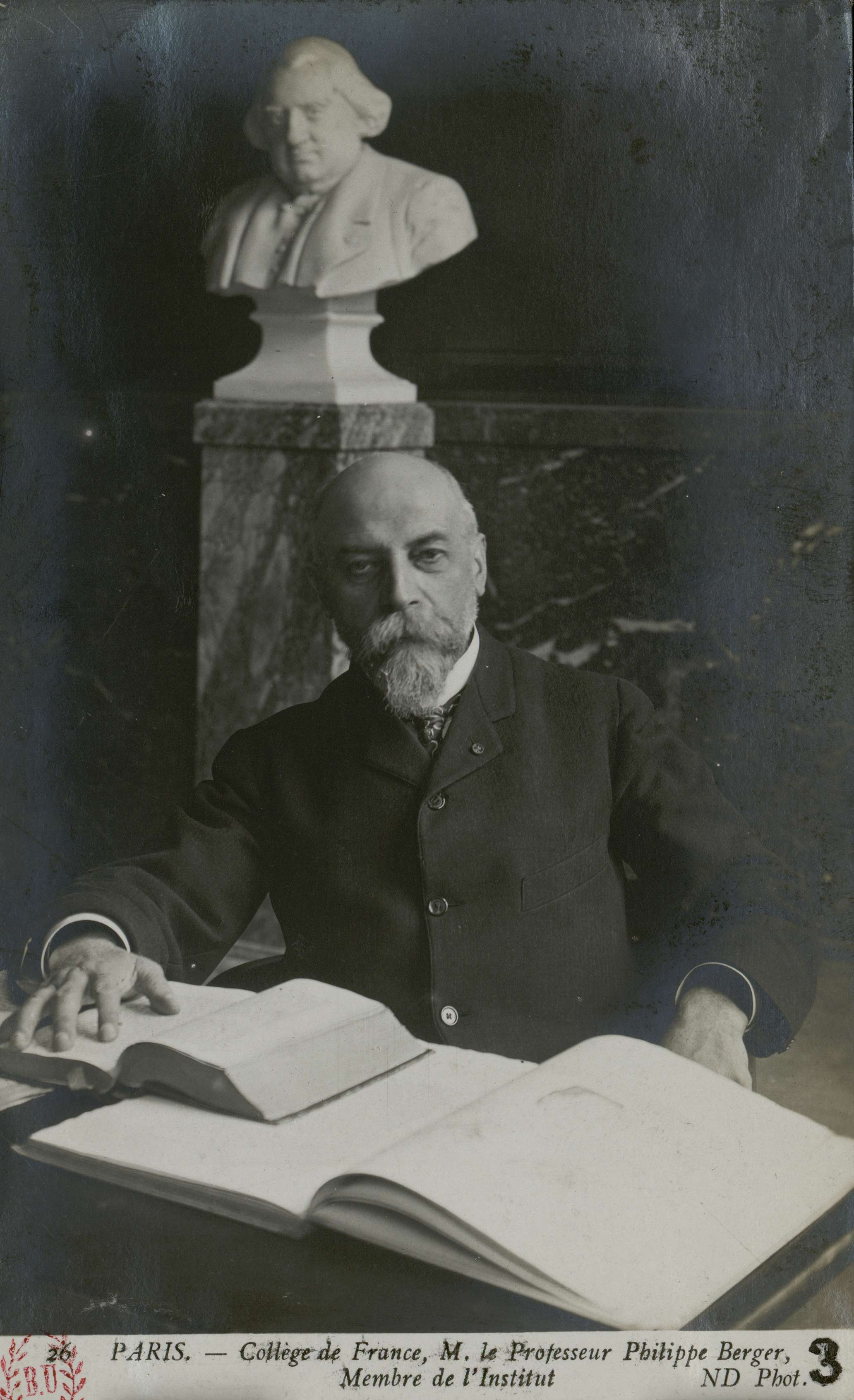
Collège de France. M. le professeur Philippe Berger, membre de l'Institut (Bibliothèque de la Sorbonne, NuBIS)

En 1892, Berger fut reçu à l'Académie des inscriptions et belles-lettres à la place d'Ernest Renan. L'année suivante, il succéda à son maître au Collège de France, où il occupa la chaire d'hébreu jusqu'en 1910.

### Politique
Philippe Berger s'engagea en politique en 1895, lorsqu'il fut élu conseiller général du canton de Giromagny (Territoire de Belfort). Devenu président du Conseil général, il remporta l'élection sénatoriale partielle du Territoire de Belfort, en 1904, succédant ainsi à Frédéric Japy. Il fut réélu sans opposition en 1909.
Au Sénat, Philippe Berger siégea avec le groupe de la gauche démocratique et participa à plusieurs commissions. Il est mort en fonction.

## Famille
Issu d'une famille originaire de Suisse, fixée à Montbéliard depuis 1660, il est le 3e fils d'Eugène Berger, pasteur protestant, et de Louise Caroline Mathilde Pitois (sœur d'Éléonore, épouse d'Oscar Berger-Levrault). Il a quatre frères et une sœur, :
- Samuel Berger (1843-1901), pasteur
- Paul Berger (1845-1908), chirurgien
- Théodore Berger (1848-1900), banquier
- Élie Berger (1850-1925), archiviste-paléographe
- Marie Berger (1858-1915), mariée à Edmond Berger-Levrault (fils d'Oscar Berger-Levrault)